# Juan Manuel González Serna
Juan Manuel González Serna (Madrid, 27 de abril de 1955) es un empresario español. Es presidente y fundador de la multinacional alimentaria Cerealto Siro Foods desde 1991, y vicepresidente de la eléctrica Iberdrola desde abril de 2020.

## Biografía

### Inicios
González Serna es licenciado en Derecho y Ciencias Económicas y Empresariales por ICADE (Universidad Pontificia Comillas) y Máster en Dirección de Empresas por IESE Business School.
Dirigió desde 1978 la empresa familiar Honesta Manzaneque de Campo de Criptana (Ciudad Real), fundada por sus abuelos y dedicada a la fabricación de harinas y pastas alimenticias, que abandonó en 1991 por desavenencias familiares en la organización de la misma. Unos meses más tarde, compró al Grupo Danone la empresa Galletas Siro, con sede en Venta de Baños (Palencia), por 2 millones de euros. La empresa tenía una cuota de mercado del 4,6% en 1992, y en 1996 consiguió su máximo histórico con el 15,3% de la producción nacional.

### Inversiones
A partir de la fundación del Grupo Siro, González Serna comenzó su política de expansión en el sector de las galletas, con la compra de la zamorana Pastas Reglero en 1993 y Río Productos Alimenticios en 1994.
El grupo comenzó su política de diversificación en 1995, entrando en el sector de los aperitivos a través de la compra de KP Larios. En 1998 inicia su producción en el campo de la pasta alimenticia tras la adquisición de Pastas Ardilla y La Familia.
En 2002, Siro tuvo una importante implicación durante la crisis de Galletas Fontaneda, cuya propietaria, la británica United Biscuits, había decidido cerrar su factoría de Aguilar de Campoo, y que era todo un símbolo de la localidad. Gracias a un acuerdo con la Junta de Castilla y León, Siro se hizo cargo de las instalaciones y de la plantilla de Fontaneda, que continuaron funcionando en Aguilar, ya bajo el nombre genérico de "Horno de Galletas de Aguilar", pues UB continuó fabricando la marca Fontaneda en otras plantas de España. Además, y dentro de sus planes de expansión, el grupo construyó en la villa una nueva fábrica de pan de molde, inaugurada en noviembre de 2008 por la Infanta Elena.
En 2004, la corporación suscribió un importante convenio como proveedor de la cadena Mercadona, que le permitió la elaboración de un nuevo plan estratégico con una inversión de más de 200 mill. €. Algunas incorporaciones a la empresa procedían de factorías de la multinacional Sara Lee Corporation, a quien Grupo Siro adquirió cinco fábricas de bollería pertenecientes a Bimbo. En 2009, Siro acometió una ampliación de capital con la entrada en el grupo de nuevos accionistas. Asimismo, se desprendió de las marcas Reglero y Río, que dentro de su plan estratégico vendió a Galletas Arluy.

### Cerealto Siro
Desde entonces el crecimiento del grupo fue exponencial, iniciando su actividad en el mercado internacional a través de Cerealto, que se fusionó con Siro en noviembre de 2018 para dar lugar a Cerealto Siro Foods.
A lo largo de su trayectoria ha pertenecido también a los consejos de administración del Banco Urquijo, Rabobank y Sodical. En 2007 creó junto a su mujer y consejera, Lucía Urbán, la Fundación Grupo Siro, con sede en el Monasterio de San Pelayo de Cerrato, que llevará a cabo la gestión del grupo y garantizará su continuidad cuando ambos (que no tienen descendencia) no dirijan el mismo.
En 2002 se incorporó al consejo asesor de Iberdrola en Castilla y León, y en 2010 al consejo de administración de Iberdrola Renovables. En 2017 pasó a incorporarse al consejo de la empresa matriz, de la cual fue nombrado vicepresidente en abril de 2020.
En 2022, y tras acumular una deuda de más de 300 millones de euros que dejó la empresa al borde del concurso de acreedores, González Serna vendió el 75% de Cerealto Siro a los fondos de inversión Davidson Kempner y Afendis Capital Management.

## Distinciones
- Premio Dirigentes del Año de la Industria 2000 de la revista Aral.
- Medalla de Oro al Mérito en el Trabajo 2013.[3]
- Premio "Trayectoria Empresarial" de la CPOE 2017.[15]
- Premio ICADE 2018 a la excelencia profesional.[16]
- Miembro Honorífico del Comité Paralímpico Español.[1]
- Hijo adoptivo de Venta de Baños.[4]
- Presidente de honor de Empresa Familiar de Castilla y León (EFCL).[4]